# Megamerina dolium
Megamerina dolium är en tvåvingeart som först beskrevs av Fabricius 1805.  Megamerina dolium ingår i släktet Megamerina och familjen barkflugor. Arten är reproducerande i Sverige. Inga underarter finns listade i Catalogue of Life.